# الكسندر هان (فنان رقمي)
الكسندر هان هو فنان وسائط إلكترونية سويسري، ولد في 9 يونيو 1954 في رابرزفيل في سويسرا.
يعمل هذا الفنان على إنتاج صور الكمبيوتر والطباعة والرسوم المتحركة والواقع الافتراضي والكتابة.وهو يعالج الصور الإلكترونية باعتبارها استعارة تكنولوجية للإدراك والذاكرة والحلم.